# 中国科学院上海光学精密机械研究所
中国科学院上海光学精密机械研究所（英語：Shanghai Institute of Optics and Fine Mechanics, Chinese Academy of Sciences，简称上海光机所）是中华人民共和国建立最早、规模最大的激光科学技术专业研究所，于1964年在上海嘉定创立。中国科学院“率先行动”计划将上海光机所定位为卓越创新中心。
上海光机所现有高级技术职称人员390人，其中中国科学院院士8人、中国工程院院士1人，正高级科技人员108人，副高级科技人员 263人。

## 历史
- 1961年，中国科学院光学精密机械所（现为中国科学院长春光学精密机械与物理研究所）研制出中国第一款红宝石激光器[10]。为扩大激光的专业研究，王之江、邓锡铭、李明哲等开始筹划创建上海光机所。
- 1964年5月，中国科学院光学精密机械所和中国科学院电子学研究所抽调297工作人员，并联合上海数家单位，创建中国科学院光学精密机械研究所上海分所[11]。
- 1970年10月，中国科学院光学精密机械研究所上海分所改名为中国科学院上海光学精密机械研究所。

## 研究领域
上海光机所在激光、惯性约束聚变等领域有重要影响，主要科研机构有强场激光物理国家重点实验室、中科院和中物院高功率激光物理联合实验室、中科院量子光学重点实验室、中科院空间激光通信及检验技术重点实验室、中科院强激光材料重点实验室等。
目前上海光机所的博士学位授权专业，包括两个一级学科（物理学和光学工程）和一个二级学科（材料学）。

## 成果
- 高功率大型激光装置（神光系列）[12][13]
- 超强超短激光装置
- 激光原子冷却装置
- 空间全固态激光器
- 原子钟[14]

| 年度 | 项目名称                                                | 获奖类别                   | 链接                   |
| ---- | ------------------------------------------------------- | -------------------------- | ---------------------- |
| 2000 | 5英寸可录CD光盘生产工艺、材料和母盘开发研究             | 国家科学技术进步奖（二等） | （页面存档备份，存于） |
| 2001 | 复合泵浦X射线激光                                       | 国家自然科学奖（二等）     | （页面存档备份，存于） |
| 2003 | 大尺寸优质蓝宝石晶体研制                                | 国家科学技术进步奖（二等） | （页面存档备份，存于） |
| 2004 | 小型化OPCPA（光学参量啁啾脉冲放大）超短超强激光装置研究 | 国家科学技术进步奖（一等） | （页面存档备份，存于） |
| 2005 | 神光II高功率激光实验装置                                | 国家科学技术进步奖（二等） | （页面存档备份，存于） |
| 2013 | 神光II多功能高能激光系统                                | 国家科学技术进步奖（二等） | （页面存档备份，存于） |
| 2017 | 大尺寸高性能磷酸盐激光钕玻璃批量制造关键技术及应用      | 国家技术发明奖（二等）     | （页面存档备份，存于） |
| 2018 | 大尺寸高性能激光偏振薄膜元件成套制备工艺技术及应用      | 国家技术发明奖（二等）     | （页面存档备份，存于） |
| 2020 | 空间全固态激光器技术及应用                              | 国家技术发明奖（二等）     | （页面存档备份，存于） |

## 历任所长[15]
- 王大珩（1964年-1977年）
- 干福熹（1978年-1984年）
- 王之江（1984年-1992年）
- 徐至展（1992年-2001年）
- 朱健强（2001年-2009年）
- 李儒新（2009年-2019年）
- 邵建达（2019年-2021年）
- 陈卫标（2019年-2024年）
- 张龙（2024年-）